# Shamattawa
Shamattawa é uma comunidade aborígene no norte de Manitoba, Canadá, e local da Primeira Nação de Shamattawa(55° 51′ 30″ N, 92° 05′ 46″ O). Ele está localizado às margens do rio Gods, onde o rio Echoing se junta como um afluente. A população em 2016 era de 1.019 habitantes, um aumento de 2,1% em relação ao número de 2011 de 998 habitantes.
O nome vem do cree kishe: -ma: ta: wa: w (grande junção do rio). Shamattawa é uma comunidade remota e isolada, e durante parte do ano ela só está conectada ao resto da província por estrada de gelo - estradas temporárias sobre água congelada. Estradas de inverno também se estendem a leste da comunidade em direção a Fort Severn e Peawanuck, Ontário. Também pode ser alcançado através do Aeroporto Shamattawa. Tem apenas uma mercearia.
Um urso polar foi avistado em Shamattawa em agosto de 2010, 400 quilômetros (249 milhas) ao sul de sua faixa típica, ou seu habitat típico.

## Clima
Shamattawa tem um clima subártico (classificação climática de Köppen Dfc) com verões amenos e invernos rigorosamente frios. A precipitação é moderada, mas é significativamente mais alta no verão do que em outras épocas do ano. Devido à sua proximidade com a Baía de Hudson, os sistemas de tempestades frequentemente são ativados em terra sem aviso prévio.
| Dados climáticos para Shamattawa                                                       | Dados climáticos para Shamattawa | Dados climáticos para Shamattawa | Dados climáticos para Shamattawa | Dados climáticos para Shamattawa | Dados climáticos para Shamattawa | Dados climáticos para Shamattawa | Dados climáticos para Shamattawa | Dados climáticos para Shamattawa | Dados climáticos para Shamattawa | Dados climáticos para Shamattawa | Dados climáticos para Shamattawa | Dados climáticos para Shamattawa | Dados climáticos para Shamattawa |
| Mês                                                                                    | Jan                              | Fev                              | Mar                              | Abr                              | Mai                              | Jun                              | Jul                              | Ago                              | Set                              | Out                              | Nov                              | Dez                              | Ano                              |
| -------------------------------------------------------------------------------------- | -------------------------------- | -------------------------------- | -------------------------------- | -------------------------------- | -------------------------------- | -------------------------------- | -------------------------------- | -------------------------------- | -------------------------------- | -------------------------------- | -------------------------------- | -------------------------------- | -------------------------------- |
| Média alta °C (°F)                                                                     | −19.3 (−2.7)                     | −16.3 (2.7)                      | −8.7 (16.3)                      | 2.6 (36.7)                       | 9.0 (48.2)                       | 17.3 (63.1)                      | 21.7 (71.1)                      | 19.6 (67.3)                      | 13.0 (55.4)                      | 4.2 (39.6)                       | −6.2 (20.8)                      | −16.6 (2.1)                      | 1.69 (35.05)                     |
| Média baixa °C (°F)                                                                    | −26.6 (−15.9)                    | −25.9 (−14.6)                    | −19.7 (−3.5)                     | −8.7 (16.3)                      | −1.6 (29.1)                      | 5.4 (41.7)                       | 10.5 (50.9)                      | 9.6 (49.3)                       | 4.6 (40.3)                       | −1.9 (28.6)                      | −12.6 (9.3)                      | −23.8 (−10.8)                    | −7.56 (18.39)                    |
| Média precipitação mm (pol.)                                                           | 20 (0.79)                        | 16 (0.63)                        | 22 (0.87)                        | 28 (1.1)                         | 38 (1.5)                         | 58 (2.28)                        | 79 (3.11)                        | 74 (2.91)                        | 63 (2.48)                        | 47 (1.85)                        | 39 (1.54)                        | 26 (1.02)                        | 510 (20.08)                      |
| Média de dias de precipitação (≥ 1mm)                                                  | 3                                | 2                                | 4                                | 2                                | 5                                | 5                                | 8                                | 7                                | 5                                | 5                                | 5                                | 3                                | 54                               |
| Média diária horas de sol                                                              | 3                                | 4                                | 6                                | 7                                | 7                                | 8                                | 9                                | 7                                | 4                                | 2                                | 2                                | 2                                | 5.1                              |
| Por cento luz do sol possível                                                          | 38                               | 46                               | 48                               | 50                               | 44                               | 46                               | 51                               | 50                               | 32                               | 22                               | 23                               | 30                               | 40                               |
| Source #1: http://www.worldclimateguide.co.uk/climateguides/manitoba/shamattawa.php    |                                  |                                  |                                  |                                  |                                  |                                  |                                  |                                  |                                  |                                  |                                  |                                  |                                  |
| Source #2: http://www.storm247.com/weather/10878870/climate (temperature & rainy days) |                                  |                                  |                                  |                                  |                                  |                                  |                                  |                                  |                                  |                                  |                                  |                                  |                                  |